# رئيس منغوليا
رئيس منغوليا هو رئيس دولة منغوليا. دستور منغوليا تطبق نظام برلماني، وذلك في حين انه أو انها لا تمارس قوة سياسية كبيرة، والكثير من دور الرئيس شرفي.

## انتخاب
يتم انتخاب الرئيس من قبل المواطنين في منغوليا. الأحزاب السياسية مع التمثيل في الدولة العظمى خور الترشيح المرشحين. الرئيس يمكن إعادة انتخابه مرة واحدة فقط. الرئيس يمكن عزله من منصبه إذا ثلثي من خورال العثور عليه مذنب بانتهاك سلطاته أو تنتهك يمينه. وقبل الافتتاح، ومع ذلك، فإن الرئيس المنتخب لديه للتخلي عن عضوية أي حزب سياسي.

## صلاحيات الرئيس
- بترشيح مرشح لمنصب رئيس الوزراء، الذي وافق بعد ذلك أو رفض من قبل الدولة العظمى خورال (البرلمان). هذا هو إلى حد كبير مسؤولية الاحتفالية، كما سوف خورال الأرجح رفض أي مرشح الذي لا خيار الخاصة به - في الواقع، يتم تعيين رئيس الوزراء من قبل خورال[2]

الاعتراض على تشريع خورال ل(يمكن تجاوزها مع أغلبية الثلثين)
- الموافقة على التعيينات القضائية[2]
- تعيين قاضي القضاة في المحكمة العليا في منغوليا[2]
- رئاسة مجلس الأمن القومي[2]
- يتصرف كقائد عام للقوات المسلحة.[2]
- ترشح النائب العام، والمسؤول عن تنفيذ القوانين، الذي ثم وافقت أو رفضت من قبل خورال.[3]

## قائمة الرؤساء (منذ عام 1992)
الحزب الثوري الشعبي
  
  الحزب الديمقراطي الاجتماعي
  
  الحزب الديمقراطي
| ت   | صورة | الأسماء (ولد-مات)                                     | منتخب         | مدة عضوية     | مدة عضوية                  | حزب                 |
| --- | ---- | ----------------------------------------------------- | ------------- | ------------- | -------------------------- | ------------------- |
| 1   |      | بونسالماغيين أوتشيربات Пунсалмаагийн Очирбат (1942– ) |               | 3 سبتمبر 1990 | 6 يونيو 1993               | الحزب الثوري الشعبي |
| (1) | 1993 | بونسالماغيين أوتشيربات Пунсалмаагийн Очирбат (1942– ) | 6 يونيو 1993  | 20 يونيو 1997 | الحزب الديمقراطي الاجتماعي |                     |
| 2   |      | ناتساغين باجاباندي Нацагийн Багабанди (1950– )        | 1997          | 20 يونيو 1997 | 6 يونيو 2001               | الحزب الثوري الشعبي |
| 2   | 2001 | ناتساغين باجاباندي Нацагийн Багабанди (1950– )        | 6 يونيو 2001  | 24 يونيو 2005 |                            | الحزب الثوري الشعبي |
| 3   |      | نامبارين انخبايار Намбарын Энхбаяр (1958– )           | 2005          | 24 يونيو 2005 | 18 يونيو 2009              | الحزب الثوري الشعبي |
| 4   |      | تشياغين البجدورج Цахиагийн Элбэгдорж (1963– )         | 2009          | 18 يونيو 2009 | 10 يوليو 2013              | الحزب الديمقراطي    |
| 4   | 2013 | تشياغين البجدورج Цахиагийн Элбэгдорж (1963– )         | 10 يوليو 2013 | 10 يوليو 2017 |                            | الحزب الديمقراطي    |
| 4   |      | خالتاما باتولغا Халтмаагийн Баттулга (1963– )         | 2017          | 10 يوليو 2017 | 25 يونيو 2021              | الحزب الديمقراطي    |
| 3   |      | أوخنانغين خورلسوخ Ухнаагийн Хүрэлсүх (1968– )         | 2021          | 25 يونيو 2021 | في المنصب                  | الحزب الثوري الشعبي |